# HMS Ark Royal (91)
HMS Ark Royal (91) var ett hangarfartyg i Royal Navy som tjänstgjorde under andra världskriget. Hon deltog genom sitt torpedflyg i sänkningen av Bismarck 1941. Hon sänktes av en tysk ubåt senare samma år.

## Konstruktion
Ark Royal ritades 1934 för att passa begränsningarna i Washingtonfördraget  efter Washingtonkonferensen och byggdes av Cammell Laird and Company, Ltd. vid Birkenhead, England och färdigställdes i november 1938. Hennes utformning skiljde sig från tidigare hangarfartyg. Ark Royal var det första fartyget där hangarerna och flygdäcket var en integrerad del av skrovet, i stället för ett tillägg eller en del av överbyggnaden. Hon konstruerades för att transportera ett stort antal flygplan och hon hade två hangardäcksnivåer. Hon tjänstgjorde under den period som först såg den omfattande användningen av marint luftherravälde. Ett antal taktiker för hangarfartyg utvecklades och förfinades ombord Ark Royal.

## Krigsdeltagande
Ark Royal tjänstgjorde i några av de mest aktiva marina krigsskådeplatserna i andra världskriget. Hon var inblandad i det första luft- och ubåtsräderna i kriget, operationer utanför Norge, sökandet efter den tyska slagskeppet Bismarck och Maltakonvojerna. Ark Royal överlevde flera olyckstillbud och fick ett rykte som en "turfartyg". Tyskarna rapporterade felaktigt henne som sänkt vid flera tillfällen.

## Sänkningen
Hon torpederades den 13 november 1941 av den tyska ubåten U-81 och sjönk dagen därpå. Sänkningen av Ark Royal var föremål för flera utredningar. Forskare var angelägna om att veta hur hangarfartyget förlorades, trots insatser för att rädda fartyget och bogsera henne till flottbasen i Gibraltar. De fann att flera konstruktionsfel bidragit till förlusten, som åtgärdades på nya brittiska hangarfartyg.

## Vraket
Vraket efter henne upptäcktes av en BBC-besättningen i december 2002, ungefär 30 sjömil (56 km) från Gibraltar.

## Bildgalleri

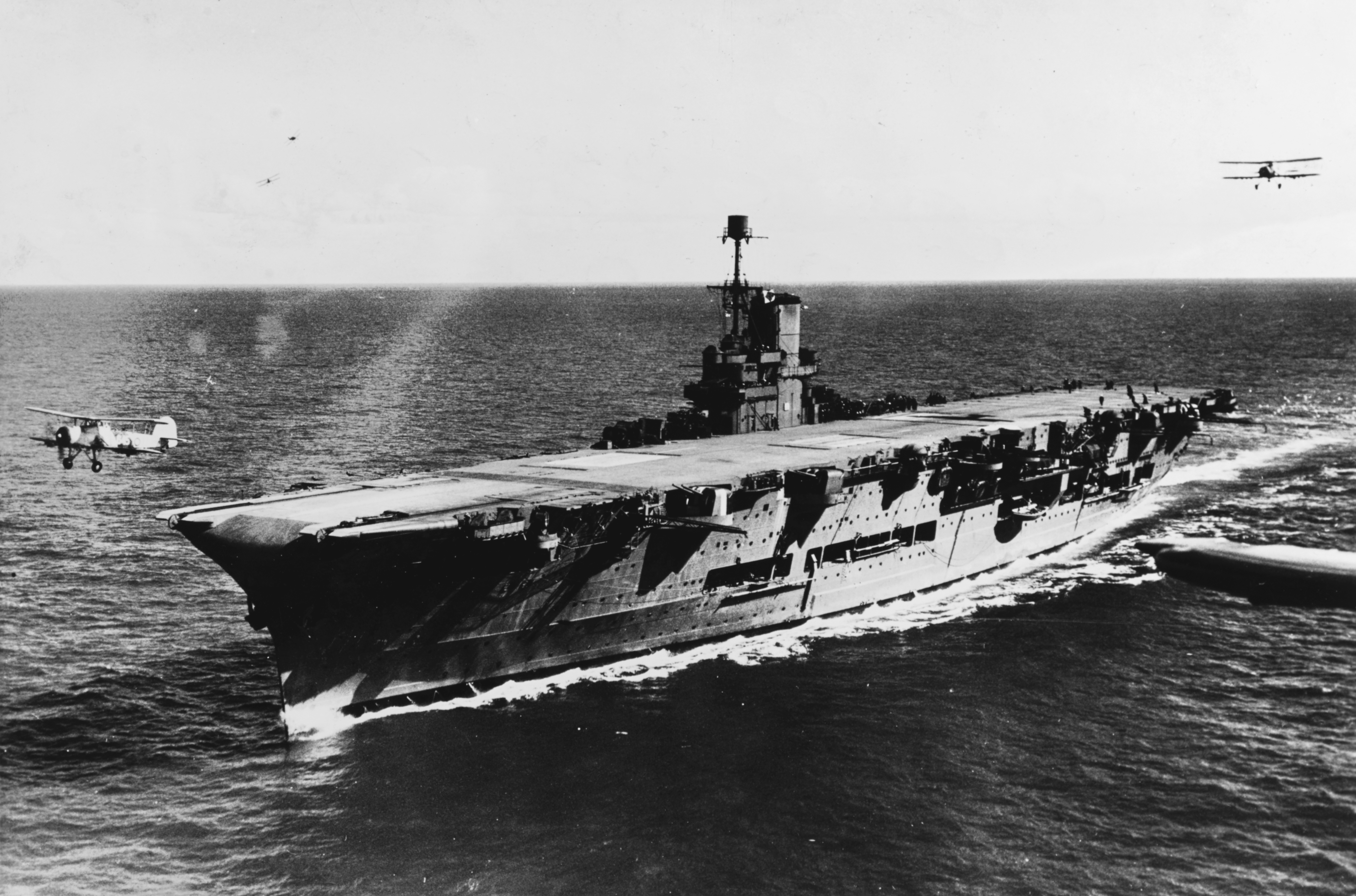
En Fairey Swordfish startar från Ark Royal.
Ark Royal anfalles av italienskt flyg 1940.
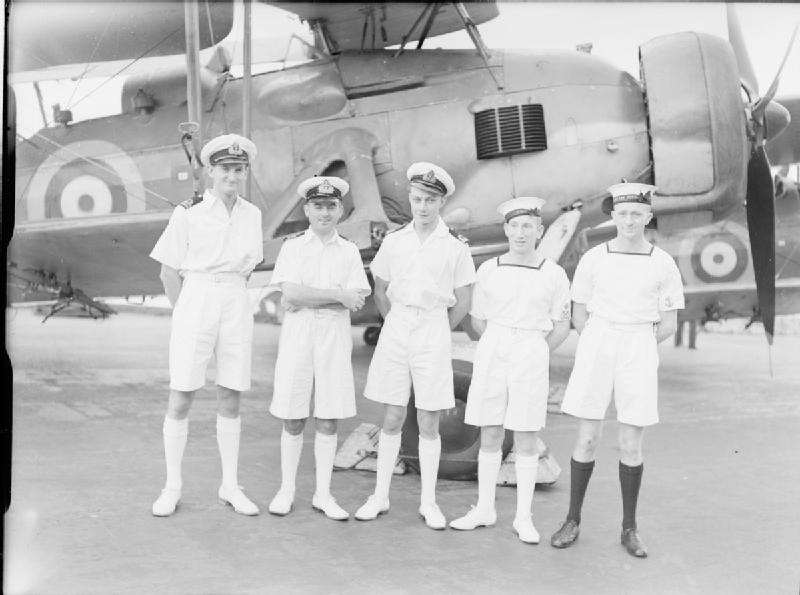
Officerare och sjömän från marinflyget på Ark Royal vilka dekorerades efter sänkningen av Bismarck.
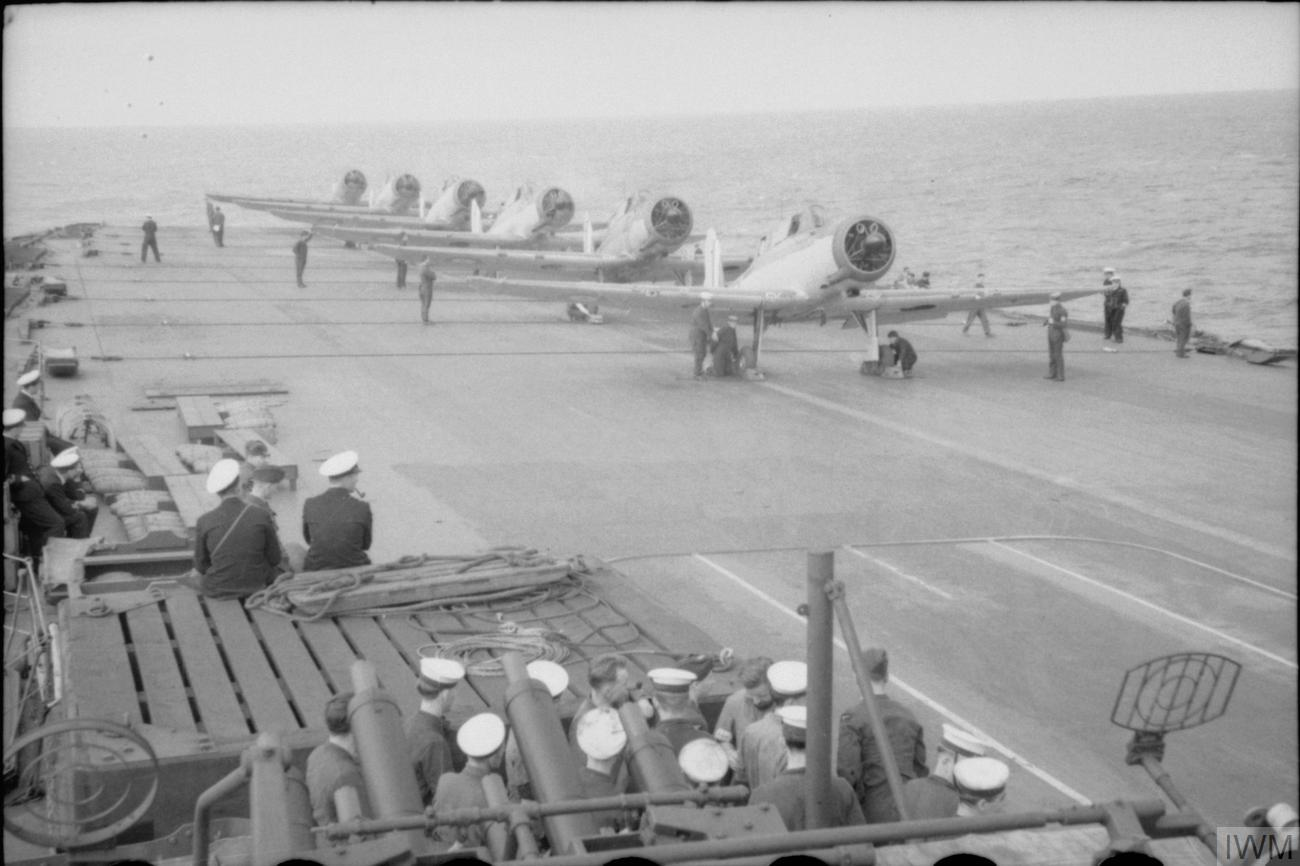
Blackburn Skua på Ark Royal.